# 나가사키 은행
나가사키 은행(長崎銀行 나가사키긴코[*])은 일본의 제2지방은행이다. 나가사키현을 주된 영업 지역으로 하고 있다.